# Loney Island
Loney Island är en ö i Kanada.   Den ligger i territoriet Nunavut, i den norra delen av landet, 3 600 km nordväst om huvudstaden Ottawa. Arean är 18,5 kvadratkilometer.
Terrängen på Loney Island är platt. Öns högsta punkt är 148 meter över havet. Den sträcker sig 4,9 kilometer i nord-sydlig riktning, och 8,5 kilometer i öst-västlig riktning.
Trakten runt Loney Island är permanent täckt av is och snö.